# Google Traduttore
Google Traduttore è un servizio di traduzione automatica multilingue sviluppato da Google LLC. Offre un'interfaccia web, app mobili per Android e iOS e un'API che aiuta gli sviluppatori a creare estensioni del browser e applicazioni software. Google Traduttore supporta oltre 100 lingue a vari livelli e, a partire da maggio 2017, serve oltre 500 milioni di persone al giorno.
Lanciato il 5 maggio 2006 come servizio di traduzione automatica di statistiche, ha utilizzato le trascrizioni delle Nazioni Unite e del Parlamento europeo per raccogliere dati linguistici. Piuttosto che tradurre direttamente le lingue, prima traduce il testo in inglese e poi nella lingua di destinazione. Durante una traduzione, esso cerca frasi in milioni di documenti per aiutare a decidere la traduzione migliore. La sua accuratezza è stata criticata e ridicolizzata in diverse occasioni. A novembre 2016, Google ha annunciato che Google Traduttore sarebbe diventato una Google Neural Machine Translation (GNMT), che traduce "intere frasi alla volta, anziché pezzo per pezzo. Utilizza questo contesto più ampio per aiutare a capire la traduzione più pertinente, che poi riorganizza e aggiusta per farla essere più simile a un parlare umano con una grammatica corretta". Originariamente abilitato solo per alcune lingue nel 2016, GNMT viene gradualmente utilizzato per più lingue.

## Storia
Google Translation è un servizio di traduzione gratuito lanciato da Google il 28 aprile 2006. Traduce più forme di testi e media come parole, frasi e pagine web.
Originariamente Google Traduttore è stato rilasciato come Statistical Machine Translation (SMT). Tradurre il testo richiesto in inglese prima di tradurre nella lingua selezionata era un passaggio obbligato che doveva essere eseguito. Poiché SMT utilizza algoritmi predittivi per tradurre il testo, ha una scarsa precisione grammaticale. Tuttavia, inizialmente Google non ha assunto esperti per risolvere questa limitazione a causa della natura in continua evoluzione del linguaggio.
Nel gennaio 2010, Google ha introdotto l'app per Android e la versione iOS a febbraio 2011 per fungere da interprete personale portatile. A partire da febbraio 2010, è stato integrato in browser come Chrome ed è stato in grado di pronunciare il testo, riconoscere automaticamente le parole nell'immagine e individuare testo e lingue sconosciuti.
Nel maggio 2014, Google ha acquisito Word Lens per migliorare la qualità della traduzione visiva e vocale. È in grado di scansionare testo o immagini con il proprio dispositivo e farlo tradurre immediatamente. Inoltre, il sistema identifica automaticamente le lingue straniere e traduce il parlato senza richiedere che le persone tocchino il pulsante del microfono ogni volta che è necessaria la traduzione vocale.
A novembre 2016, Google ha trasferito il suo metodo di traduzione in un sistema chiamato “Neural Machine Translation.” Utilizza tecniche di Deep Learning per tradurre l'intera frase alla volta e garantisce una maggiore precisione del contesto.
A partire dal 2018, traduce più di 100 miliardi di parole al giorno.
Nel novembre 2022 viene annunciato il progetto Universal Speech Model nell'ambito della 1000 Languages Initiative, volta a supportare la traduzione fra 1.000 lingue di tutto il mondo, alcune delle quali parlate da meno di 20 milioni di persone.

## Funzioni
Google Traduttore può tradurre più forme di testo e contenuti multimediali, tra cui testo, parlato, immagini e video. Nello specifico, le sue funzioni includono:

### Traduzione di parole scritte
- Una funzione che traduce parole scritte o testo in una lingua straniera.[4]

### Traduzione di sito web
- Una funzione che traduce un'intera pagina Web in lingue selezionate[5]

### Traduzione di documenti
- Una funzione che traduce un documento caricato dagli utenti nelle lingue selezionate. I documenti dovrebbero essere in forma di: .doc, .docx, .odf, .pdf, .ppt, .pptx, .ps, .rtf, .txt, .xls, .xlsx.[5]

### Traduzione di un discorso
- Una funzione che traduce istantaneamente la lingua parlata nella lingua straniera selezionata.[6]

### Traduzione di app per dispositivi mobili
- Nel 2018, Google Traduttore ha introdotto la sua nuova funzionalità chiamata "Tocca per tradurre", che ha reso la traduzione istantanea accessibile all'interno di qualsiasi app senza uscire o cambiarla.[7]

### Traduzione di immagini
- Una funzione che identifica il testo in un'immagine scattata dagli utenti e traduce istantaneamente il testo sullo schermo.[8]

### Traduzione scritta a mano
- Una funzione che traduce una lingua scritta a mano sullo schermo del telefono o disegnata su una tastiera virtuale senza il supporto della tastiera.[9]

Per la maggior parte delle sue funzioni, Google Traduttore fornisce la pronuncia, il dizionario e ascolto della traduzione. Inoltre, Google Traduttore ha introdotto la sua app Translate, quindi la traduzione è disponibile col cellulare in modalità offline.

## Funzionalità
Google Traduttore può tradurre più forme di testo e media, tra cui testo, parlato, immagini, siti o video in tempo reale, da una lingua all'altra. Supporta oltre 100 lingue a vari livelli e a partire da maggio 2017, serve oltre 500 milioni di persone ogni giorno. Per alcune lingue, Google Traduttore può pronunciare il testo tradotto, evidenzia parole e frasi corrispondenti nel testo di origine e di destinazione e agisci come un semplice dizionario per l'immissione di una sola parola. Se è selezionato "Rileva lingua", il testo in una lingua sconosciuta può essere identificato automaticamente. Se un utente inserisce un URL nel testo di origine, Google Traduttore genererà un collegamento ipertestuale a una traduzione automatica del sito Web. Gli utenti possono salvare le traduzioni in un "frasario" per un uso successivo. Per alcune lingue, il testo può essere inserito tramite una tastiera su schermo, attraverso il riconoscimento della grafia o il riconoscimento vocale.

### Integrazione browser
Google Traduttore è disponibile in alcuni browser Web come un'estensione scaricabile opzionale che può eseguire il motore di traduzione. A febbraio 2010, Google Traduttore è stato integrato nativamente nel browser Google Chrome per impostazione predefinita, che permette di visualizzare il testo tradotto direttamente all'interno della pagina web (con un'opzione del tasto destro del mouse) e senza la necessità di installare alcun add-on specifico. Inoltre, su Chrome è disponibile per la traduzione automatica delle pagine web opzionale.
Mozilla Firefox dispone di un add-on gratuito per Google Translator. Una volta installato, è possibile vedere il testo tradotto all'interno della pagina web e, in modo simile alle pagine generate da Google Translator, evidenziare col mouse una o più righe per visualizzare la relativa porzione ditesto in lingua originale.

### App mobile
L'app Google Traduttore per Android e iOS supporta oltre 100 lingue e può tradurre 37 lingue tramite foto, 32 tramite voce in "modalità conversazione" e 27 tramite video in tempo reale in "modalità realtà aumentata".
L'app per Android è stata rilasciata a gennaio 2010 e per iOS l'8 febbraio 2011.
Una versione di gennaio 2011 di Android ha sperimentato una "modalità di conversazione" che consentiva agli utenti di comunicare in modo fluido con una persona nelle vicinanze in un'altra lingua. Originariamente limitato a inglese e spagnolo, la funzione ha ricevuto il supporto per 12 nuove lingue, ancora in fase di test, nell'ottobre successivo.
Nel mese di gennaio 2015, le app hanno acquisito la capacità di tradurre i segni fisici in tempo reale utilizzando la fotocamera del dispositivo, in seguito all'acquisizione dell'account Word Lens. Il lancio originale di gennaio supportava solo sette lingue, ma un aggiornamento di luglio ha aggiunto il supporto per 20 nuove lingue e ha anche migliorato la velocità delle traduzioni in modalità Conversazione.

### API
Nel maggio 2011, Google ha annunciato che l'API di Google Traduttore per gli sviluppatori di software era stata deprecata e avrebbe smesso di funzionare. La pagina dell'API di traduzione indicava il motivo come "sostanziale onere economico causato da abusi intensi" con una data di fine fissata per il 1º dicembre 2011. In risposta alla pressione dell'opinione pubblica, Google ha annunciato nel giugno 2011 che l'API continuerà a essere disponibile come servizio a pagamento.
Poiché l'API è stata utilizzata in numerosi siti Web e app di terze parti, la decisione originale di deprecare ha portato alcuni sviluppatori a criticare Google e a mettere in dubbio la possibilità di utilizzare le API di Google nei loro prodotti.

### Google Assistant
Google Traduttore fornisce anche traduzioni per l'Assistente Google e i dispositivi su cui Google Assistant viene eseguito, come Google Home, Google Pixel Buds e Google Nest .

## Lingue supportate
A dicembre 2024, le seguenti lingue sono supportate in Google Traduttore:
1. abcaso
2. accinese
3. acioli
4. afar
5. afrikaans
6. albanese
7. alur
8. amarico
9. arabo
10. armeno
11. assamese
12. avaro
13. awadhi
14. aymara
15. azero
16. balinese
17. bambara
18. basco
19. bashkir
20. batak karo
21. batak simalungun
22. batak toba
23. baulé
24. beluci
25. bengalese
26. betawi
27. bhojpuri
28. bicol
29. bielorusso
30. birmano
31. bosniaco
32. bretone
33. bulgaro
34. buriat
35. cantonese
36. catalano
37. cebuano
38. ceceno
39. ceco
40. chamorro
41. chichewa
42. chiga
43. chirghiso
44. chuukese
45. ci
46. cinese (semplificato)
47. cinese (tradizionale)
48. ciuvascio
49. coreano
50. corso
51. creolo delle seychelles
52. creolo haitiano
53. creolo mauriziano
54. croato
55. curdo (kurmanji)
56. curdo (sorani)
57. danese
58. dari
59. dhivehi
60. dinka
61. diula
62. dogri
63. dombe
64. dzongkha
65. ebraico
66. esperanto
67. estone
68. ewe
69. faroese
70. figiano
71. filippino
72. finlandese
73. fon
74. francese
75. francese (canada)
76. frisone
77. friulano
78. fulah
79. ga
80. gaelico scozzese
81. galiziano
82. gallese
83. georgiano
84. giapponese
85. giavanese
86. greco
87. guaraní
88. gujarati
89. hakha chin
90. hausa
91. hawaiano
92. hindi
93. hmong
94. hunsrik
95. iban
96. igbo
97. ilocano
98. ilongo
99. indonesiano
100. inglese
101. inuktut (latino)
102. inuktut (sillabico)
103. irlandese
104. islandese
105. italiano
106. jingpo
107. kalaallisut
108. kannada
109. kanuri
110. kapampangan
111. kazako
112. khasi
113. khmer
114. kinyarwanda
115. kituba
116. kokborok
117. komi
118. kongo
119. konkani
120. krio
121. lao
122. latino
123. letgallo
124. lettone
125. ligure
126. limburghese
127. lingala
128. lituano
129. lombardo
130. luganda
131. luo
132. lussemburghese
133. macedone
134. madurese
135. maithili
136. makasar
137. malayalam
138. malese
139. malese (jawi)
140. malgascio
141. maltese
142. mam
143. manx
144. maori
145. marathi
146. mari meadow
147. marshallese
148. marwari
149. maya yucateco
150. meiteilon (manipuri)
151. menangkabau
152. mizo
153. mongolo
154. n'ko
155. nahuatl (huasteca orientale)
156. ndau
157. ndebele del sud
158. nepalbhasa (newari)
159. nepalese
160. norvegese
161. nuer
162. occitano
163. odia (oriya)
164. olandese
165. oromo
166. osseto
167. pangasinan
168. papiamento
169. pashto
170. patois giamaicano
171. persiano
172. polacco
173. portoghese (brasile)
174. portoghese (portogallo)
175. punjabi (gurmukhi)
176. punjabi (shahmukhi)
177. q'eqchi'
178. quechua
179. romanì
180. rumeno
181. rundi
182. russo
183. sami del nord
184. samoano
185. sango
186. sanscrito
187. santali (latino)
188. santali (ol chiki)
189. sepedi
190. serbo
191. sesotho
192. shan
193. shona
194. siciliano
195. sindhi
196. singalese
197. slesiano
198. slovacco
199. sloveno
200. somalo
201. spagnolo
202. sundanese
203. susu
204. svedese
205. swahili
206. swati
207. tagico
208. tahitiano
209. tamazight
210. tamazight (tifinagh)
211. tamil
212. tataro
213. tataro di crimea (cirillico)
214. tataro di crimea (latino)
215. tedesco
216. telugu
217. tetum
218. thai
219. tibetano
220. tigrino
221. tiv
222. tok pisin
223. tongano
224. tshiluba
225. tsonga
226. tswana
227. tulu
228. tumbuka
229. turco
230. turcomanno
231. tuvinian
232. ucraino
233. udmurt
234. uiguro
235. ungherese
236. urdu
237. uzbeco
238. venda
239. veneto
240. vietnamita
241. waray
242. wemba
243. wolof
244. xhosa
245. yakut
246. yiddish
247. yoruba
248. zapotec
249. zulu

### Cronologia
1. 1º stadio
  1. inglese da e verso il tedesco
  2. inglese da e verso lo spagnolo
  3. inglese da e verso il francese
2. 2º stadio
  1. inglese da e verso il portoghese
3. 3º stadio
  1. inglese da e verso l'italiano
4. 4º stadio
  1. inglese da e verso il cinese (semplificato)
  2. inglese da e verso il giapponese
  3. inglese da e verso il coreano
5. 5º stadio (lanciato il 28 aprile 2006)[36]
  1. inglese da e verso l'arabo
6. 6º stadio (lanciato il 16 dicembre 2006)
  1. inglese da e verso il russo
7. 7º stadio (lanciato il 9 febbraio 2007)
  1. inglese da e verso cinese (tradizionale)
  2. cinese (semplificato da e verso tradizionale)
8. 8º stadio (tutte le 25 coppie linguistiche utilizzano il sistema di traduzione automatica di Google) (lanciato il 22 ottobre 2007)
  1. inglese da e verso l'olandese
  2. inglese da e verso il greco
9. 9º stadio 
  1. inglese da e verso l'hindi
10. 10º stadio (a partire da questo stadio, la traduzione può essere fatta tra due lingue diverse, usando l'inglese come fase intermedia, se necessario) (lanciato l'8 maggio 2008)
  1. bulgaro
  2. ceco
  3. croato
  4. danese
  5. finlandese
  6. norvegese
  7. polacco
  8. rumeno
  9. svedese
11. 11º stadio (lanciato il 25 settembre 2008)
  1. catalano
  2. ebraico
  3. filippino
  4. indonesiano
  5. lettone
  6. lituano
  7. serbo
  8. slovacco
  9. sloveno
  10. ucraino
  11. vietnamita
12. 12º stadio (lanciato il 30 gennaio 2009)
  1. albanese
  2. estone
  3. galiziano
  4. maltese
  5. tailandese
  6. turco
  7. ungherese
13. 13º stadio (lanciato il 19 giugno 2009)
  1. persiano
14. 14º stadio (lanciato il 24 agosto 2009)
  1. afrikaans
  2. bielorusso
  3. islandese
  4. irlandese
  5. macedone
  6. malese
  7. swahili
  8. gallese
  9. yiddish
15. 15º stadio (lanciato il 19 novembre 2009)
  1. La fase Beta è finita. Ora gli utenti possono scegliere di scrivere la romanizzazione per cinese, giapponese, coreano, russo, ucraino, bielorusso, bulgaro, greco, hindi e thailandese. Per le traduzioni da arabo, persiano e hindi, l'utente può inserire una traslitterazione latina del testo e il testo verrà traslitterato alla scrittura nativa per queste lingue mentre l'utente sta digitando. Il testo può ora essere letto da un programma di sintesi vocale in inglese, italiano, francese e tedesco.
  2. 16º stadio (lanciato il 30 gennaio 2010)
  3. creolo haitiano
16. 17º stadio (lanciato ad aprile 2010)
  1. Il programma vocale è stato lanciato in hindi e spagnolo.
17. 18º stadio (lanciato il 5 maggio 2010)
  1. Programma vocale lanciato in afrikaans, albanese, catalano, cinese (mandarino), croato, ceco, danese, finlandese, gallese, greco, islandese, indonesiano, lettone, macedone, norvegese, olandese, polacco, portoghese, rumeno, russo, serbo, slovacco, swahili, svedese, turco, ungherese e vietnamita (basato su eSpeak)[37]
18. 19º stadio (lanciato il 13 maggio 2010)[38]
  1. armeno
  2. azero
  3. basco
  4. georgiano
  5. urdu
19. 20º stadio (lanciato a giugno 2010)
  1. Fornisce la romanizzazione per l'arabo.
20. 21º stadio (lanciato a settembre 2010)
  1. Consente la digitazione fonetica per arabo, greco, hindi, persiano, russo, serbo e urdu.
  2. latino[39]
21. 22º stadio (lanciato a dicembre 2010)
  1. Romanizzazione dell'arabo rimossa.
  2. Controllo ortografico aggiunto.
  3. Per alcune lingue, Google ha sostituito i sintetizzatori da testo a voce dalla voce robotica di eSpeak alle tecnologie di natura vocale di madrelingua realizzate da SVOX[40] (cinese, ceco, danese, finlandese, greco, norvegese, olandese, polacco, portoghese, russo, svedese, turco e ungherese). Anche le vecchie versioni di francese, tedesco, italiano e spagnolo. Il latino usa lo stesso sintetizzatore vocale dell'italiano.
  4. Programma vocale lanciato in arabo, giapponese e coreano.
22. 23º stadio (lanciato a gennaio 2011)
  1. Scelta di diverse traduzioni per una parola.
23. 24º stadio (lanciato a giugno 2011)
  1. 5 nuove lingue indiane (in alfa) e un metodo di input traslitterato:[41]
  2. bengalese
  3. gujarati
  4. kannada
  5. tamil
  6. telugu
24. 25º stadio (lanciato a luglio 2011)
  1. Valutazione della traduzione introdotta.
25. 26º stadio (lanciato a gennaio 2012)
  1. Sintetizzatore vocale olandese maschile sostituito con uno femminile.
  2. Elena di SVOX ha sostituito la voce eSpeak slovacca.
  3. Aggiunta la traslitterazione dello yiddish.
26. 27º stadio (lanciato a febbraio 2012)
  1. Programma vocale lanciato in tailandese.
  2. esperanto[42]
27. 28º stadio (lanciato a settembre 2012)
  1. lao
28. 29º stadio (lanciato ad ottobre 2012)
  1. Aggiunta translitterazione del lao (in stato alfa).[43][44]
29. 30º stadio (lanciato ad ottobre 2012)
  1. Nuovo programma vocale lanciato in inglese.
30. 31º stadio (lanciato a novembre 2012)
  1. Nuovo programma vocale in francese, spagnolo, italiano e tedesco.
31. 32º stadio (lanciato a marzo 2013)
  1. Frasario aggiunto.
32. 33º stadio (lanciato ad aprile 2013)
  1. khmer
33. 34º stadio (lanciato a maggio 2013)
  1. bosniaco
  2. cebuano
  3. hmong
  4. giavanese
  5. marathi
34. 35º stadio (lanciato a maggio 2013)
  1. 16 lingue aggiuntive possono essere utilizzate con l'input della telecamera: bulgaro, catalano, croato, danese, estone, finlandese, ungherese, indonesiano, islandese, lettone, lituano, norvegese, rumeno, slovacco, sloveno e svedese.
35. 36º stadio (lanciato a dicembre 2013)
  1. hausa
  2. igbo
  3. māori
  4. mongolo
  5. nepalese
  6. punjabi
  7. somalo
  8. yoruba
  9. zulu
36. 37º stadio (lanciato a giugno 2014)
  1. Aggiunte definizioni delle parole.
37. 38º stadio (lanciato a dicembre 2014)
  1. birmana
  2. chewa
  3. kazako
  4. malgascio
  5. malayalam
  6. singalese
  7. sotho
  8. sundanese
  9. tagico
  10. uzbeco
38. 39º stadio (lanciato ad ottobre 2015)
  1. Traslitterazione dell'arabo ripristinata.
39. 40º stadio (lanciato a novembre 2015)
  1. Aurebesh
40. 41º stadio (lanciato a febbraio 2016)
  1. 13 altre lingue (sindhi, pashto, amarico, corsa, frisone, chirghiso, hawaiano, curdo (Kurmanji), lussemburghese, samoano, scozzese, gaelico, shona e xhosa) sono state aggiunte a Google Traduttore.[45][46][47][48]
  2. Aurebesh rimosso.
  3. Programma vocale lanciato in bengalese
  4. amarico
  5. corso
  6. hawaiano
  7. curdo (Kurmanji)
  8. kirghiso
  9. lussemburghese
  10. pashto
  11. samoano
  12. gaelico scozzese
  13. shona
  14. sindhi[49]
  15. frisone occidentale
  16. xhosa
41. 42º stadio (lanciato a settembre 2016)
  1. Programma vocale lanciato in ucraino.
42. 43º stadio (lanciato a dicembre 2016)
  1. Lancio del programma vocale in khmer e singalese.

## Metodo di traduzione
Ad aprile 2006, Google Traduttore venne lanciato con un motore di traduzione automatica statistico.
Google Traduttore non applica regole grammaticali, poiché i suoi algoritmi si basano su analisi statistiche piuttosto che su analisi tradizionali basate su regole. Il creatore originale del sistema, Franz Josef Och, criticò l'efficacia degli algoritmi basati su regole a favore di approcci statistici. Si basa su un metodo chiamato traduzione automatica statistica e, più specificamente, sulla ricerca di Och che vinse il concorso DARPA per la traduzione di macchine veloci nel 2003. Och fu a capo del gruppo di traduzione automatica di Google fino a quando non si unì a Human Longevity, Inc. a luglio 2014.
Secondo Och, una solida base per lo sviluppo di un sistema di traduzione automatica utilizzabile per una nuova coppia di lingue da zero consisterebbe in un corpus di testo bilingue (o raccolta parallela) di oltre 150-200 milioni di parole e due corpora monolingue ciascuno di più di un miliardo di parole. I modelli statistici di questi dati vengono quindi utilizzati per tradurre tra quelle lingue.
Per acquisire questa enorme quantità di dati linguistici, Google ha utilizzato le trascrizioni delle Nazioni Unite e del Parlamento europeo.
Google Traduttore non traduce da una lingua all'altra (L1 → L2). Invece, traduce prima in inglese e poi nella lingua di destinazione (L1 → EN → L2).
Quando Google Traduttore genera una traduzione, cerca segni in centinaia di milioni di documenti per decidere la traduzione migliore. Rilevando gli schemi nei documenti che sono già stati tradotti da traduttori umani, Google Traduttore fa congetture intelligenti su quale debba essere una traduzione appropriata.
Prima di ottobre 2007, per le lingue diverse dall'arabo, dal cinese e dal russo, Google Traduttore era basato su SYSTRAN, un motore software che è ancora utilizzato da molti altri servizi di traduzione online come Babel Fish (ora interrotto). Dall'ottobre 2007, Google Traduttore utilizza una tecnologia proprietaria interna basata sulla traduzione automatica statistica.

### Community di Google Traduttore
Google cerca costantemente volontari per la sua "Community di Google Traduttore" per migliorare la precisione delle traduzioni delle lingue. Ci sono due modi per contribuire. In primo luogo, Google mostrerà una frase, e si deve digitare la versione tradotta. In secondo luogo, Google mostrerà tutte le traduzioni possibili per una frase e bisogna cliccare sulla traduzione corretta.

### Statistical Machine Translation
Sebbene Google abbia implementato un nuovo sistema chiamato "Neural Machine Translation" per una traduzione di qualità migliore, ci sono linguaggi che usano ancora il tradizionale metodo di traduzione chiamato "Statistical Machine Translation". Si tratta di un metodo di traduzione basato su regole che utilizza algoritmi predittivi per trovare i modi di tradurre testi in lingue straniere. Ha lo scopo di tradurre frasi intere piuttosto che singole parole e quindi raccogliere frasi sovrapposte per la traduzione. Inoltre, analizza anche corpus di testi bilingui per generare un modello statistico che traduca i testi da una lingua all'altra.

### Google Neural Machine Translation
A settembre 2016, un team di ricerca di Google guidato dall'ingegnere software Harold Gilchrist ha annunciato lo sviluppo del sistema Google Neural Machine Translation (GNMT) per aumentare la fluidità e l'accuratezza di Google Traduttore e a novembre ha annunciato che Google Traduttore passerebbe a GNMT.
Il sistema di traduzione di macchine neurali di Google Traduttore utilizza una grande rete neurale artificiale end-to-end in grado di possedere un apprendimento profondo, in particolare, lunghe reti di memoria a breve termine.
GNMT migliora la qualità della traduzione perché utilizza un metodo di traduzione automatica basato su esempi (EBMT) in cui il sistema "impara da milioni di esempi." Traduce "frasi intere alla volta, piuttosto che pezzo per pezzo. Utilizza questo contesto più ampio per aiutar a capire la traduzione più pertinente, che poi riorganizza e aggiusta per farla essere più simile a un parlare umano con una grammatica corretta". L'architettura proposta di GNMT è stata testata per la prima volta su oltre un centinaio di lingue supportate da Google Traduttore . Con il framework end-to-end, "il sistema impara nel tempo a creare traduzioni migliori e più naturali." La rete GNMT è capace di tradurre automaticamente a livello interlinguistico, che codifica la "semantica della frase piuttosto che semplicemente memorizzare le traduzioni da frase a frase", e il sistema non ha inventato il proprio linguaggio universale, ma usa "la comunanza trovata in molte lingue". GNMT venne inizialmente abilitato per otto lingue: da e verso inglese e cinese, francese, tedesco, giapponese, coreano, portoghese, spagnolo e turco. A marzo 2017, è stato abilitato per le lingue hindi, russo e vietnamita, seguite dalle lingue indonesiana, bengalese, gujarati, kannada, malayalam, marathi, punjabi, tamil e telugu ad aprile.
GNMT ha la capacità di tradurre direttamente da una lingua all'altra (L1 → L2), che migliora rispetto alle precedenti versioni di Google Traduttore che prima traducevano in inglese e poi nella lingua di destinazione (L1 → EN → L2). Il sistema GNMT è anche in grado di eseguire la Zero-Shot Translation - traducendo tra una coppia linguistica (ad esempio, dal giapponese al coreano) che il "sistema" non ha mai visto esplicitamente prima."

### Crowdsourcing
Nel 2014, Google ha lanciato "Community di Traduzione", una piattaforma per migliorare il servizio di traduzione cercando l'aiuto di volontari. Ad agosto 2016 è stata rilasciata un'app di Google Crowdsource per gli utenti Android, in cui vengono offerte attività di traduzione.

## Precisione
Anche se Google Traduttore non è affidabile quanto una traduzione umana, ha una capacità sufficiente di fornire traduzioni relativamente accurate e una sintesi di testo in una lingua straniera. Ha la capacità di tradurre il testo con l'uso generale di parole e frasi in modo coerente. Una ricerca condotta nel 2011 ha messo in evidenza che Google Traduttore ha ottenuto un punteggio leggermente superiore rispetto al punteggio minimo UCLA per l'esame di competenza in inglese. A causa dell'uso della stessa scelta di parole senza considerare la flessibilità della scelta delle parole o espressioni alternative, produce una traduzione relativamente simile alla traduzione umana dal punto di vista della formalità, della coesione referenziale e della coesione concettuale. Inoltre, un numero di lingue è tradotto nella struttura della frase e nella lunghezza della frase simili con la traduzione umana. Google ha effettuato un test che richiedeva la presenza di madrelingua di ogni lingua per valutare la traduzione con una scala tra 0 e 6 e i risultati hanno mostrato che Google Traduttore ha ottenuto in media 5,43.

## Limitazioni
A causa delle differenze di complessità e natura del linguaggio, l'accuratezza varia notevolmente tra le lingue. Alcune lingue producono risultati migliori di altre. In genere, le lingue occidentali come l'inglese e lo spagnolo sono generalmente accurate e l'accuratezza delle lingue africane è spesso la più povera, seguita dalle lingue asiatiche ed europee. Inoltre, Google Traduttore si comporta bene soprattutto quando l'inglese è la lingua di destinazione e la lingua di origine è dall'Unione europea, a motivo della preminenza delle traduzioni delle note del Parlamento europeo. Un'analisi del 2010 indicava che la traduzione dal francese all'inglese fosse relativamente accurata.
Tuttavia, se il testo di origine è più breve, le traduzioni automatiche basate su regole spesso sono più accurate; questo effetto è particolarmente evidente nelle traduzioni da cinese a inglese. Mentre possono essere inviate delle traduzioni, in cinese in particolare non è possibile modificare le frasi nel loro complesso. Invece, è necessario modificare set di caratteri a volte arbitrari, portando a modifiche errate. Un buon esempio è il russo-inglese. In passato una utente avrebbe usato Google Traduttore per creare una bozza e quindi usare un dizionario e il buon senso per correggere i numerosi errori. A partire dall'inizio del 2018, la traduzione è sufficientemente accurata per rendere la Wikipedia russa accessibile a coloro che sanno leggere l'inglese. La qualità di Traduttore può essere verificata aggiungendola come estensione a Chrome o Firefox e applicandola ai collegamenti in lingua a sinistra di qualsiasi articolo di Wikipedia. Può essere usato come dizionario digitando le parole. Si può tradurre da un libro utilizzando uno scanner e un OCR come Google Drive, ma questo richiede circa cinque minuti per pagina.
Dopo che Google Traduttore ha implementato una nuova tecnologia chiamata "Neural Machine Translation", per tradurre intere frasi o blocchi di testo nel contesto alla volta, vedere la traduzione alternativa di una parola o frase non è più disponibile. Inoltre, nella sua funzione "Traduzione di parole scritte", esiste un limite di parole sulla quantità di testo che può essere tradotto in una sola volta. Pertanto, il testo lungo deve essere trasferito su un modulo del documento e tradotto tramite la funzione "Document Translate".
Inoltre, la traduzione automatica spesso non identifica i doppi significati di una parola. Una parola in lingua straniera potrebbe avere due significati diversi nella lingua tradotta. Di conseguenza, potrebbe portare a traduzioni errate.
Infine, l'errore grammaticale rimane una limitazione importante che deve affrontare i tentativi di accuratezza di Google Traduttore.

## Recensioni
Poco dopo aver lanciato il servizio di traduzione per la prima volta, Google vinse un concorso internazionale per la traduzione automatica inglese-arabo e inglese-cinese.

### Errori di traduzione e stranezze
Poiché Google Traduttore utilizza la corrispondenza statistica per tradurre, il testo tradotto può spesso contenere errori apparentemente insensati, a volte scambiando termini comuni per termini simili ma non equivalenti nell'altra lingua, o invertendo il significato della frase.

## Uso in tribunale
Nel 2017, Google Traduttore è stato utilizzato durante un'audizione in tribunale perché i funzionari del tribunale di Teesside non avevano prenotato un interprete per un imputato cinese.